# Asplenium fabianum
Asplenium fabianum là một loài dương xỉ trong họ Aspleniaceae. Loài này được Decne. mô tả khoa học đầu tiên năm 1853.
Danh pháp khoa học của loài này chưa được làm sáng tỏ. 